# Ospedale Monsignore Raffaele Dimiccoli
L'Ospedale Monsignore Angelo Raffaele Dimiccoli è una struttura ospedaliera della città di Barletta, in Puglia. 
I suoi 350 posti letto lo rendono l'ospedale di primo livello più grande della regione.

## Storia
L'Ospedale Dimiccoli  è stato inaugurato nel luglio del 2005, raccogliendo l'eredità del precedente presidio ospedaliero civile "Principe Umberto", nato nel 1867 nel centro storico della città.
È situato nella zona nord di Barletta, a servizio anche del bacino di comuni ofantini: Canosa di Puglia, Trinitapoli, Margherita di Savoia, Zapponeta, Minervino e San Ferdinando di Puglia.
Specializzatosi da subito nell'onco-chirurgia, può oggi vantare numerose specialità ad alta-complessità come l'Ematologia con Trapianto, la Medicina Nucleare, l'Ofatalmologia con trapianto,l'Otorinolaringoiatria Oncologica.
L'ospedale è servito da un eliporto ed entro il 2026 lo sarà anche di una stazione ferroviaria dedicata "Barletta Dimiccoli", posta sulla linea Barletta-Spinazzola.
Nel 2020 ha ospitato uno dei 5 ospedali temporanei della Marina Militare, creati per fronteggiare l'Epidemia di Covid-19.

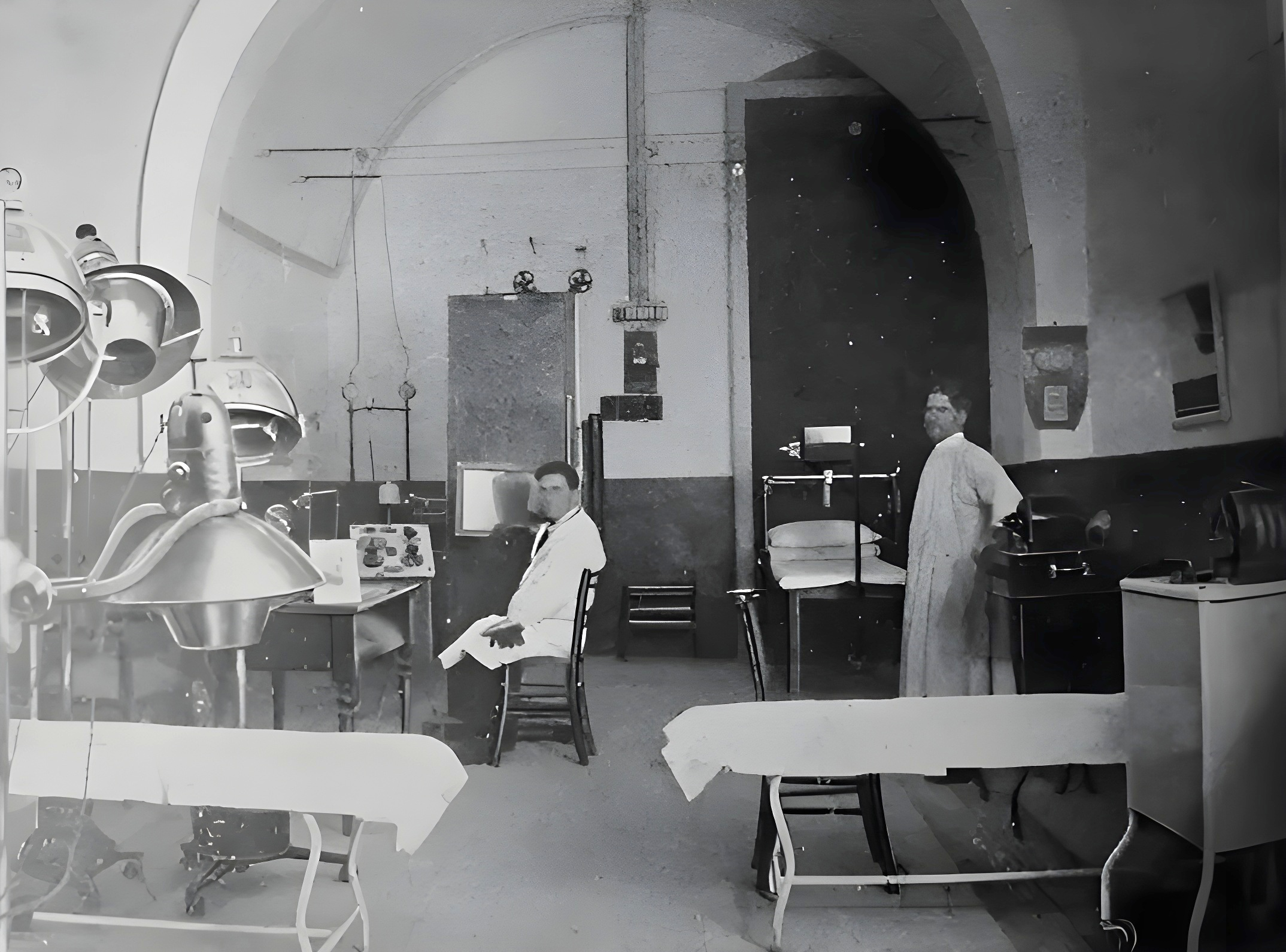
Gabinetto di Radioscopia e Terapia Fisica del vecchio Ospedale Principe Umberto

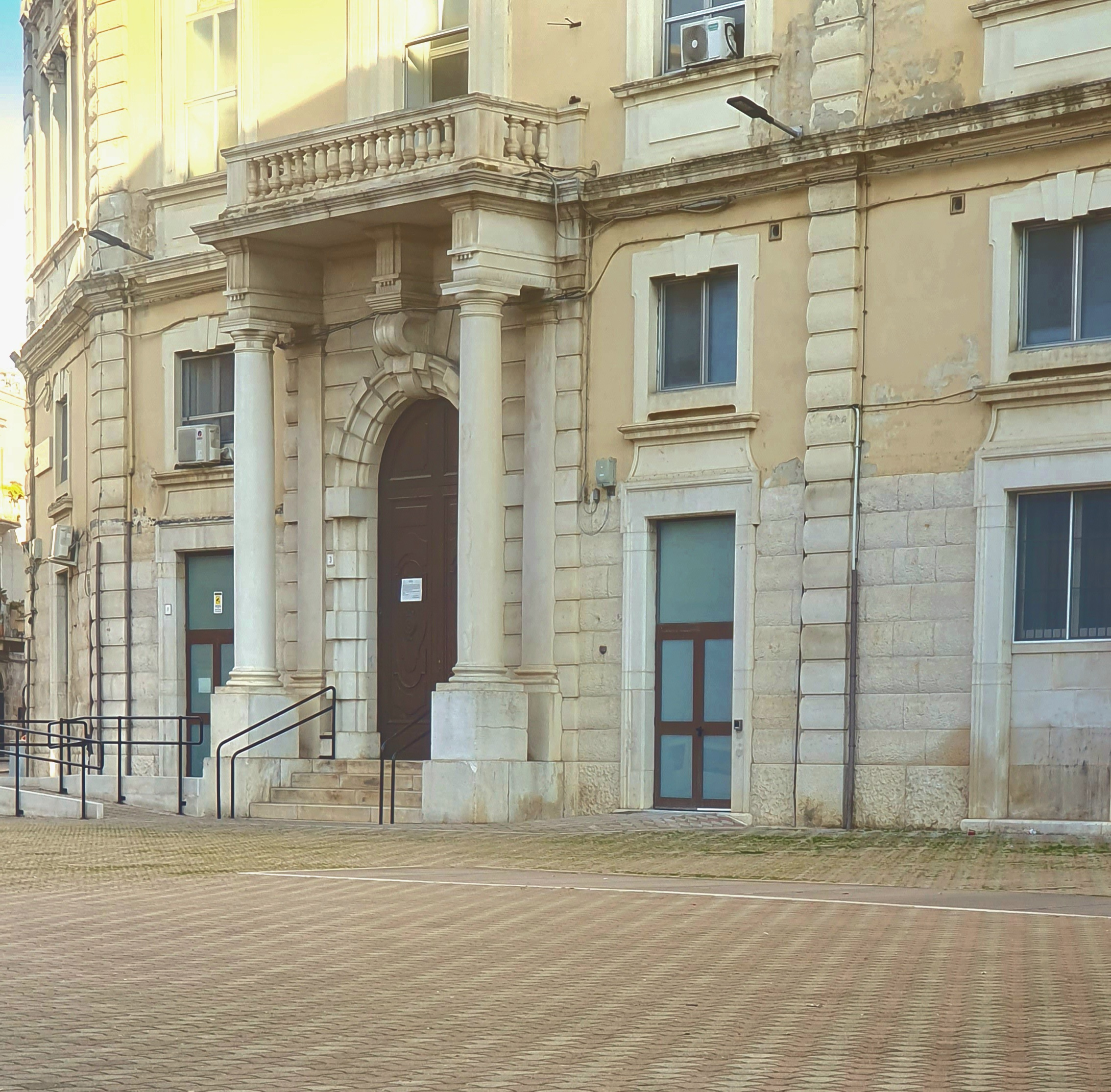
Ingresso al Vecchio ospedale di Barletta